# Oberstufe Langenhorn
Die Oberstufe Langenhorn (ehemals Oberstufe Foorthkamp) ist die gymnasiale Oberstufe zweier Stadtteilschulen im Hamburger Stadtteil Langenhorn, der Fritz-Schumacher-Schule und der Stadtteilschule am Heidberg. Die Oberstufe befindet sich am ehemaligen Standort des 2008 geschlossenen Gymnasium Langenhorn.

## Geschichte
Das Gymnasium Langenhorn wurde 1966 in den Räumen der Fritz-Schumacher-Schule gegründet. 1969 zog das Gymnasium Langenhorn an den Foorthkamp um. Die Gebäude am Foorthkamp wurden 1969 nach Entwürfen des Hochbauamtes erbaut.
1985 ging die Fritz-Schumacher-Schule (seit 1979 eine Gesamtschule) eine Kooperation mit dem Gymnasium Langenhorn ein, um den Schülern eine Oberstufe anzubieten. 2008 wurde das Gymnasium Langenhorn geschlossen, woraufhin die Fritz-Schumacher-Schule den Standort als Oberstufe Foorthkamp weiterführte. Daneben nutzt die Stadtteilschule am Heidberg die Einrichtung als Oberstufe.

## Standort und Architektur
Die Oberstufe ist nicht in das Schulgebäude einer Stadtteilschule integriert, sondern wird an einem separaten Standort betrieben.
1972/1973 wurden in den Kellern der Einzelgebäude des damaligen Gymnasiums Langenhorn acht kleinere Schutzräume mit insgesamt 288 Plätzen errichtet. Die Zivilschutzanlage war 2009 noch für den Bedarfsfall vermerkt.
2016 wurde ein Selbstlernzentrum mit Laptop-Arbeitsplätzen und der Schulbibliothek erbaut. In dem Lernzentrum sollen Schüler die Möglichkeit haben, an Gruppen- und Einzelplätzen in Ruhe zu lernen. Das Selbstlernzentrum hat eine Fläche von 248 m² (NRF), die Baukosten lagen bei 570.000 €. Zeitgleich wurde mit einem Budget von 2,1 Mio. € das Fachklassenhaus saniert, die überarbeitete Fläche war 1.991 m² (NRF) groß. 2017 wurde das Eingangszentrum saniert und umgebaut, die Kosten für die Fläche von 1.200 m² (NRF) lagen bei 1,4 Mio. €.
2019 zählten zur Oberstufe Langenhorn folgende Schulgebäude: Eingangszentrum (saniert), Fachgebäude (saniert), Selbstlernzentrum (Neubau), fünf Klassengebäude (unsaniert) und eine Sporthalle (Seitzhalle, unsaniert). Die fünf Klassengebäude bestehen aus insgesamt sieben zweigeschossigen Serienbauten vom Typ-65 mit je vier Klassenräumen, die entweder einzeln stehen (Haus 3, 4, 5) oder zu Riegeln aus je zwei Einheiten verbunden sind (Haus 7 und Haus 3[?]).

## Schulisches Profil
Die Schule hat am Wettbewerb „Jugend debattiert“ in den Jahren 2016 und 2017 teilgenommen.
Die Oberstufe wird gemeinschaftlich von den Leitern der Oberstufe der Fritz-Schumacher-Schule und der Stadtteilschule am Heidberg geleitet.